# Reef (banda)
Reef es un banda de rock formada en 1993.

## Historia
Jack Bessant y Gary Stringer formaron Reef en Street, cerca de Glastonbury y aunque Kenwyn les conocía, no estaba interesado en unirse a ellos. El dúo se trasladó a Cornualles y consiguió el apoyo de un batería y un guitarrista, pero no funcionó, así que se trasladaron a Londres con Kenwyn. En 1993, cuando Gary y Jack buscaban nuevos miembros, Kenwyn conoció a Dominic Greensmith en Londres y hablaron de formar una banda. Así se juntaron los cuatro, consiguiendo un local de ensayo en el oeste de Londres y empezaron a improvisar. Después de grabar un par de temas la banda pasó gran parte de 1994 girando y creando una gran base de seguidores. Firmaron con S2, subsidiaria de Sony, a quien entregaron "Naked", que fue utilizada en un anuncio del MiniDisc de Sony en el que un ejecutivo de la compañía escucha el tema en el MiniDisc, lo arroja por la ventana con desaprobación, pero un joven lo recoge en la calle, lo escucha y le gusta (demostrando la dureza del formato). Podría haber sido bastante fácil que Reef sacara mucho dinero y puclicara "Naked", aunque probablemente se hubieran convertido en algo como Stiltskin, una banda de un solo éxito. En vez de eso, se tomaron su tiempo y después de algunos meses publicaron "Good Feeling", luego "Naked" y después un tema que quedaría fuera del álbum: "Weird". Todos entraron en el Top 20. En 1995 publicaron su primer álbum, Replenish, que fue disco de oro en su debut. "Queríamos que nuestro primer álbum, Replenish, fuera un honesta exposición. Cuatro personas tocando en una habitación obteniendo algo que es totalmente propio. Se grabó de la forma más básica posible. Sonidos de habitación minimalistas. Hasta hace bien poco todo lo que usaba yo como efectos se limitaba a un pedal wah-wah, y sólo en dos canciones", declara Kenwyn House.
La continuación de Replenish fue Glow, más diverso, con la banda utilizando diferentes instrumentos y creando un estilo más interesante. Produjo los sencillos "Place your Hands", "Come Back Brighter", "Consideration" y "Yer Old", lo que subió el caché de Reef tanto en el Reino Unido como en el extranjero. En la semana de su puesta a la venta Glow fue directamente al número uno de las listas de álbumes británicas.
En 1999 Reef publicó su tercer álbum, Rides, donde incluso intercambiaban los instrumentos y se encuentran temas con Gary y Dom tocando las guitarras y Jack cantando en uno de los temas.
"Set the Record Straight" fue el plato fuerte de Getaway, Sony, 2002, su cuarto álbum y su trabajo más comercial hasta el momento.
En total han conseguido introducir ocho temas en el Top 20 británico. "Place your Hands" sigue siendo favorito en las compilaciones para fiestas aun muchos años después.
Fueron el nombre principal del Festival de Reading en 1999.

## 2004: un cambio de dirección
En 2004 Reef se tomó un descanso de su constante girar en concierto. Gary apareció como DJ invitado en el Bristol Academy el 28 de febrero. Knewyn House formó una nueva banda llamada McArthur, mientras que Dominic Greensmith comenzó una gira con su nueva banda, Kubb.
En 2006 su single "Come Back Brighter" fue colocado en la posición número 32 de los mejores himnos indie de todos los tiempos por The Hits.

## Discografía

### Álbumes
- Replenish, 1995
- Glow, 1997
- Rides, 1999
- Getaway, 2000
- Together, 2003
- Revelation, 2018
- Shoot me your ace, 2022

### DVD
- Reef Live

### Sencillos
- De Replenish: Good Feeling (1995) #24 UK; Naked (1995) #11 UK; Weird (1995) #18 UK (previamente no editado)
- De Glow: Place your Hands (1996) #6 UK; Come Back Brighter (1997) #8 UK; Consideration (1997) #13 UK; Yer Old (1997) #21 UK
- De Rides: I've Got Something to Say (1999); Sweety (1999); New Bird (1999)
- De Getaway: Set the Record Straight (2000); Superhero (2000); All I Want (2001)
- De Together: Give Me your Love (2003); Waster (2003)
- De Revelation: My sweet love (2018)